# 표양문
표양문(表良文, 1907년 5월 15일 ~ 1962년 12월 24일)은  대한민국의 정치인이다. 초대, 제4대 경기도 인천시장과 제3대 민의원 의원을 지냈다. 한성부 출신으로 본관은 신창이다.

## 약력
- 전문학교입학자 검정시험 합격
- 원산기독교병원 임상검사 과장
- 인천교육위원회 위원장
- 인천교육행정회의 의장
- 인천항무청장
- 경기도 인천시장
- 대한독립촉성국민회 인천지부장
- 신문기자자격 경기도 심사위원장
- 자유당 경기도 인천지구당 위원장
- 자유당 중앙집행위원
- 인하공과대학 이사장

## 학력
- 경성 세브란스 의학전문학교 의학사

## 기타 이력
- 대한민국 국방대학교 겸임교수(1960년)

## 역대 선거 결과
|  | 28.45% |

|  | 53.47% |